# 卡里埃尔广场
卡里埃尔广场（place de la Carrière）是法国洛林大区城市南锡老城的一个广场，是著名的斯坦尼斯拉斯广场的延伸，两者之间以埃瑞拱门分隔。

## 历史
卡里埃尔广场创建于16世纪扩建南锡城之际，贵族们在此兴建府邸。16世纪末，在城墙上新开了皇家门，以便通往南面的新城。
在北侧，是洛林公爵宫，一翼被利奥波德公爵拆除，他想要兴建一座新的卢浮宫，但是始终没有完成。 
在东南侧，18世纪建立贝瓦乌-克拉恩宫（现为南锡上诉法院），为圣日尔曼Boffrand的作品。 
洛林公爵斯坦尼斯瓦夫一世决定将新旧两成连成一体，新建一个大广场，斯坦尼斯拉斯广场。 
- 北侧，在未完成的新卢浮宫的废墟上，建立了专员宫（现政府宫），由巨大的半圆形柱廊包围，两侧排列文艺复兴大厦
- 长边，文艺复兴风格的大厦
- 南侧，皇家门重建为埃瑞拱门
- 西南侧，古典对称的商业交易所，是贝瓦乌-克拉恩宫的复本，并与之相对
- 中心设置一个美丽的广场，环绕着柑橘树（现为椴树），角落设置喷泉

## 保护
1923年12月27日，广场入口处的凯旋门和会议厅被列为 l'hémicycle 历史古迹，2003年5月14日，花池、雕塑、喷泉和大门也被列为历史古迹。
1983年，南锡的斯坦尼斯拉斯广场、卡里埃尔广场和阿利扬斯广场一同由联合国教科文组织列为世界遗产。 

## 活动
2004年以来，广场上举办书展。 